# 1,3,3,3-四氟丙烯
1,3,3,3-四氟丙烯 (HFO-1234ze(E)) 是一种氢氟烯烃。它是"第四代" 冷媒，用来取代以前的R-134a，并用作气雾剂和发泡剂。由于R-134a的全球变暖潜能高，因此正在逐步淘汰其使用。HFO-1234ze（E）的臭氧消耗潜能为零（ODP = 0），全球变暖潜能值非常低（GWP <1），甚至低于CO2，并且按ANSI/ASHRAE归类为A2L类制冷剂（低易燃性和低毒性）。

## 用处
对全球变暖的担忧日益增加，以及相关的可能的不良气候影响，导致越来越多发达国家同意减少温室气体的排放。鉴于大多数氢氟碳化合物（HFC）的全球变暖潜能（GWP）相对较高，不同国家正在采取多项行动来减少这些流体的使用。例如，欧盟最近的氟利昂气体法规规定了从2020年开始几乎所有空调和制冷机中用作工作流体的制冷剂的强制减少GWP值。
迄今为止，已经提出了几种类型的可能的替代候选物，包括合成的和天然的。在合成选择中，氢氟烯烃（HFO）是迄今为止最有前途的选择。
HFO-1234ze(E)已被用作冷却器，热泵和超级市场制冷系统中的工作流体。
已经证明，HFO-1234ze(E)不能被视为HFC-134a的直接替代品。实际上，从热力学的观点来看，可以说:
- HFO-1234ze(E)的理论性能系数略低于HFC-134a；

- 与HFC-134a相比，HFO-1234ze(E)具有不同的容积冷却能力。

- 在实现相同传热系数的约束下，HFO-1234ze(E)在两相传热过程中的饱和压降高于HFC-134a。[10]

因此，从技术角度来看，需要对冷凝器和蒸发器设计以及压缩机排量进行修改，以实现与HFC-134a相同的冷却能力和高能性能。